# Дачная (Белорецкий район)
Да́чная (баш. Дачный) — деревня в Белорецком районе Республики Башкортостан России. Входит в состав Серменевского сельсовета.
С 2005 года имеет современный статус, с 2007 года носит современное название.

## География

### Географическое положение
Расстояние до:
- районного центра (Белорецк): 19 км,
- центра сельсовета (Серменево): 4 км,
- ближайшей ж.-д. станции (Серменево): 9 км.

## История
Поселок появился при строительстве Белорецкой узкоколейной железной дороги. В нём жили семьи тех, кто обслуживал инфраструктуру станции.
Статус деревня, сельского населённого пункта, посёлок получил согласно Закону Республики Башкортостан от 20 июля 2005 года № 211-з «О внесении изменений в административно-территориальное устройство Республики Башкортостан в связи с образованием, объединением, упразднением и изменением статуса населенных пунктов, переносом административных центров», ст.1:

6. Изменить статус следующих населенных пунктов, установив тип поселения: деревня:

5) в Белорецком районе:…

н) поселка станции Кадыш Серменевского сельсовета
До 10 сентября 2007 года называлась Деревней станции Кадыш.

## Население
| 2002 | 2009 | 2010 |
| ---- | ---- | ---- |
| 18   | ↗19  | ↗34  |